# Вакулик Денис Ростиславович
Денис Ростиславович Вакулик (нар. 8 травня 2003, Львів, Україна) — український футболіст, воротар кіпріотського клубу «Акрітас Хлоракас».

## Клубна кар'єра
Народився у Львові. У юнацькому чемпіонаті Кіровоградської області та ДЮФЛУ виступав за «Зірку» (Кропивницький) та «УФК-Карпати» (Львів). Наприкінці липня 2023 року перебрався до юнацької команди кіпрського «Пафоса». З липня по кінець серпня 2023 року тренувався з першою командою вище вказаного клубу, але закріпитися в команді не зміг.
29 серпня 2023 року вільним агентом перебрався в «Акрітас Хлоракас». У футболці нового клубу дебютував 21 жовтня 2023 року в нічийному (1:1) виїзному поєдинку 5-го туру другого дивізіону чемпіонату Кіпру проти «Ерміса» (Арадіппу). Денис вийшов на поле в стартовому складі та відіграв увесь матч.

## Кар'єра в збірній
Дебютний виклик до молодіжної збірної України отримав на товариський поєдинок, який відбувся 21 березня 2025 року проти молодіжної збірної Словенії (1:1), але на полі так і не з'явився.